# Kirchheider Straße 24

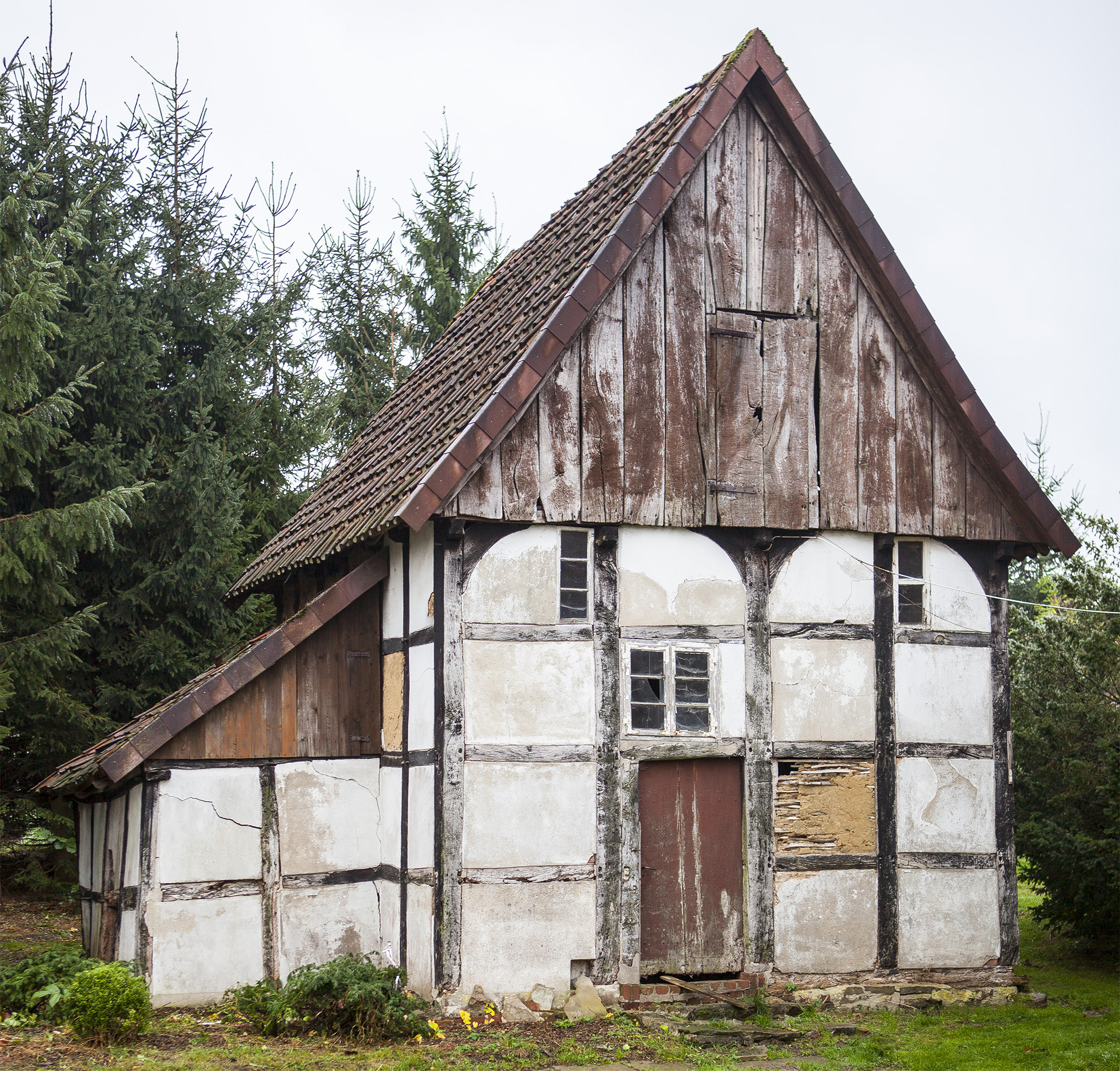
Das Gebäude im November 2013

Das Gebäude Kirchheider Straße 24 ist Teil einer Hofanlage und ein mit der Nummer 156 in die Denkmalliste der Stadt Bad Salzuflen im nordrhein-westfälischen Kreis Lippe in Deutschland eingetragenes Baudenkmal.
Die Eintragung erfolgte am 26. Mai 1992; Grundlage für die Aufnahme in die Denkmalliste ist das Denkmalschutzgesetz Nordrhein-Westfalens (DSchG NRW).

## Lage
Das 1657 errichtete Fachwerk-Bauernhaus steht im Bad Salzufler Ortsteil Wüsten, etwa 300 Meter südöstlich der Wüstener Ortsmitte, am Abzweig der Voßhäger Straße von der Kirchheider Straße.
Mit der Zusammenlegung von Ober- und Unterwüsten sowie der Eingemeindung Wüstens nach Bad Salzuflen und der Vergabe von (neuen) Straßennamen bekam das Grundstück „Oberwüsten Nr. 37“ (seit 1766) bzw. „Oberwüsten Nr. 157“ und „Lemgoer Straße 24“ (seit 1939) die Anschrift „Kirchheider Straße 24“.

## Geschichte und Beschreibung
Ein an dieser Stelle 1611 gebautes Wohnhaus wurde erstmals im Landesschatzregister 1616 erwähnt. Der damalige Bewohner hatte „2 Gense sowie 1 Rauchhuhn“ als Barabgaben zu entrichten und transportierte als Sohn des Wüstener (?) Krugwirtes „Mindner Bier“.
Das Gebäude ist ein zweischiffiger Wandständerbau des frühen 17. Jahrhunderts von vier Gebinden Länge. Im Wandgefüge befinden sich drei Riegelketten, Eck- und Mittelständer der Giebelseiten sind mit geschwungenen Kopfbändern gegen die eingehälsten Dachbalken abgestrebt. Beide Giebel sind auf eingezapften Balkenköpfen vorgekragt und verbrettert. Das steile Satteldach ist mit alten Hohlpfannen eingedeckt. Im Inneren in der linken Hälfte befindet sich ein durchgehender deelenartiger Raum bis zur Dachbalkenlage, das rechte Schiff ist durch eine Zwischendecke geteilt.
Die Torbogeninschrift des als Teil der Hofanlage „Schuckmann/Nirhausmeier“ errichteten Bauernhauses lautet:

„ANNO 1657 DEN 24 JULI HABEN BERNDT SCHUKMAN UND SEINE FRAW
00IDEKE DISS HAUS GEBAWET000000MEISTER HEINRICH IM BUSCH“

Das Gebäude wurde ursprünglich wohl als Speicher oder Backhaus genutzt. Im Laufe der Jahre wurde es zweimal erweitert: zunächst, unter der linken Traufe, wohl im 18. Jahrhundert durch einen vier Fache langen Stall mit Pultdach, und im 19. Jahrhundert durch einen rückwärtigen Anbau von gleichfalls vier Fachen Länge mit eigenem Satteldach und verbrettertem Rückgiebel.

## Baudenkmal
Während der 21. Sitzung des Hauptausschusses der Stadt Bad Salzuflen in der Wahlperiode 1989/94 wurde beschlossen, das Bauernhaus gemäß § 3 DSchG NW in die Denkmalliste einzutragen.
Das gut erhaltene Gebäude ist besonders geeignet, über Wirtschaftsweisen und Wohnformen der unbegüterten Bevölkerungsschichten vom 17. bis 19. Jahrhundert an einem markanten Beispiel authentischen und fundierten Aufschluss zu geben. Der Bau ist im weitgehend von erneuertem Baubestand geprägten Ortsteil ein wichtiges historisches Zeugnis für den ehemals dörflich-bäuerlichen Charakter Wüstens.
An seiner Erhaltung und. Nutzung besteht gemäß § 2.(1) DSchG aus wissenschaftlichen (bautypen- und gefügekundlichen), volkskundlichen  und städtebaulichen (siedlungsgeschichtlichen) Gründen ein öffentliches Interesse.